# Park Narodowy Cotacachi-Cayapas
Park Narodowy Cotacachi-Cayapas (hiszp. Parque nacional Cotacachi-Cayapas) – park narodowy w Ekwadorze położony w prowincjach Esmeraldas i Imbabura. Został utworzony 7 maja 2019 roku na bazie istniejącego od 1968 roku rezerwatu przyrody o tej samej nazwie. Zajmuje obszar 2609,61 km². W 2008 roku jego teren został zakwalifikowany przez BirdLife International jako ostoja ptaków IBA.

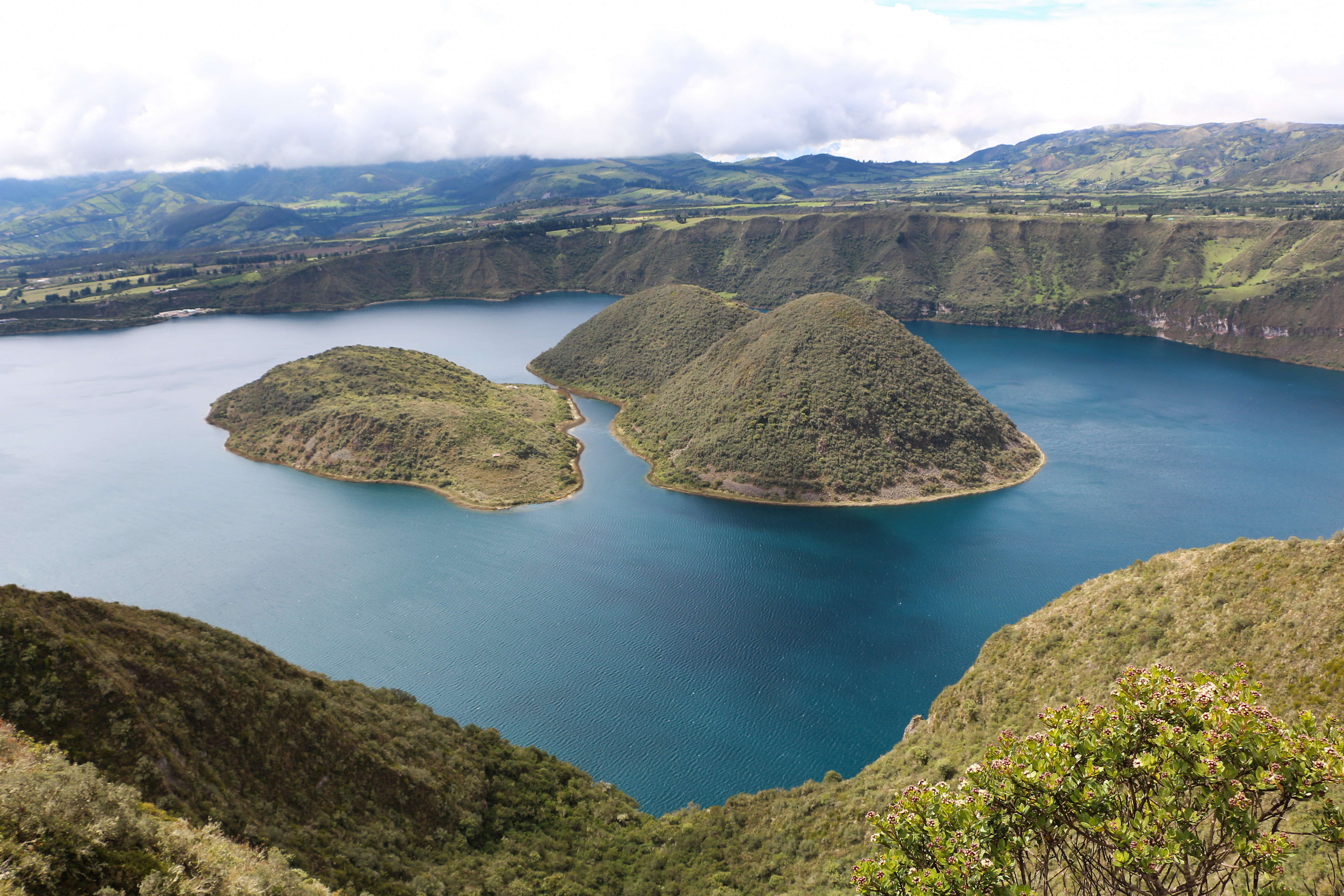
Jezioro Cuicocha w kalderze wulkanu

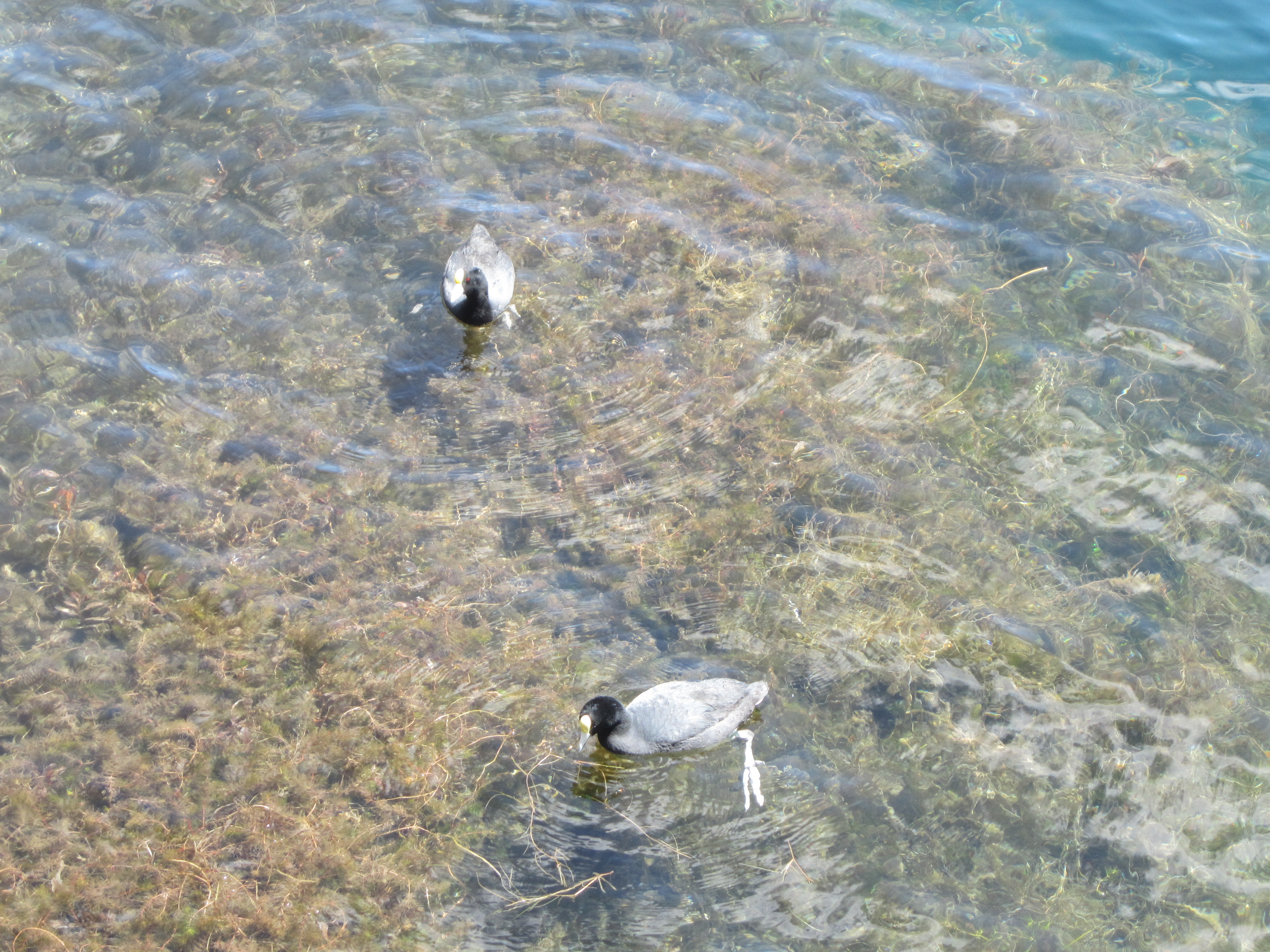
Łyski andyjskie na jeziorze Cuicocha

## Opis
Park znajduje się na zachodnich zboczach Andów i obejmuje część pasma górskiego Toisán oraz wulkany Cotacachi (4939 m n.p.m.), Cuicocha i Yanahurco. Wschodni obszar parku tworzą torfowiska poprzecinane rzekami, z dziesiątkami jezior różnej wielkości. Na zachód teren opada stromo w kierunku równin nad brzegami rzeki Cayapas. Główne rzeki parku to Puniyacu, Agua Clara, Barbudo i Las Piedras. Największe jeziora to Piñan i Cuicocha położone w kalderze wulkanu o tej samej nazwie. Park znajduje się na wysokościach od 30 do 4939 m n.p.m., co powoduje istnienie wielu ekosystemów. Niżej położoną część parku pokrywa wilgotny las równikowy, tropikalny wilgotny las górski i tropikalny las suchy. Wyżej występuje las mglisty i paramo.
W zależności od wysokości średnia roczna temperatura w parku wynosi od +4 °C do +24 °C, a opady od 1000 do 5000 mm rocznie.

## Flora
W parku występuje 2107 gatunków roślin, z czego 201 gatunków to storczyki. W paramo rośnie m.in.: w niewielkich grupach komosa ryżowa i Polylepis tarapacana. W niżej położonych lasach występuje narażony na wyginięcie (VU) Humiriastrum procerum, a także m.in.: Persea caerulea, Zygia longifolia, Tabebuia chrysotricha i paprocie drzewiaste.

## Fauna
W parku żyje 139 gatunków ssaków, 689 gatunków ptaków, 111 gatunków gadów i 124 gatunki płazów. W jego rzekach i jeziorach występuje 39 gatunków ryb.
Ssaki to krytycznie zagrożony wyginięciem (CR) czepiak ciemny (podgatunek Ateles fusciceps fusciceps), zagrożony wyginięciem (EN) Platyrrhinus chocoensis, narażone na wyginięcie (VU) mazama karłowata, długoryjek duży, andoniedźwiedź okularowy i ocelot tygrysi, a także m.in.: wełnoopos bladouchy, pakożer leśny, jaguar amerykański, wydrak długoogonowy, olingo puszystoogonowy, widmowiec wielki, listkonosek owłosiony, kabassu północny, pakarana Branickiego, paka górska, krabojadek srebrnobrzuchy.
Ptaki to krytycznie zagrożona wyginięciem (CR) ara oliwkowa, zagrożone wyginięciem (EN) puchatek czarnopierśny, kukawka prążkowana i penelopa brunatna, narażone na wyginięcie (VU) strojnoczub długobrody, przepiór ciemnogrzbiety, harpia wielka, strojnoczub długobrody, trębacz szarogardły, cukrownik strojny, tanagra oliwkowa, żółtoliczka i czubacz zmienny, a także m.in.: brodacz pięciobarwny, tangarka modrowąsa, kusogon czarnobrewy.